# اميدي الطهراني
اميدي الطهراني (ت. 925 هـ) هو طبيب وشاعر إيراني.
هو أرجاسب، وقيل مسعود بن علي الطهراني الرازي، المتلقّب في شعره باميدي. رحل إلى شيراز لطلب العلم وأخذ عن جلال الدين الدواني. قُتل في طهران سنة 925هـ، وقيل سنة 930هـ، وقيل سنة 929هـ، وقيل سنة 927هـ. له «ديوان شعر».